# Distretto di Kalungu
Il distretto di Kalungu è un distretto dell'Uganda, situato nella Regione centrale.